# アリー・ウィリス
アリー・ウィリス（英語: Allee Willis）ことアルタ・シェラル・ウィリス（英語: Alta Sherral Willis、1947年11月10日 - 2019年12月24日）は、アメリカ合衆国のソングライター、マルチメディア・アーティスト、コレクター、アートディレクターである。

## 略歴・人物
ウィリスはアース・ウィンド・アンド・ファイアーの「セプテンバー」「ブギー・ワンダーランド」などのヒット曲を共同作曲した。また、ダスティ・スプリングフィールドをフィーチャーしたペット・ショップ・ボーイズの「What Have I Done to Deserve This?」という曲も共同作曲し、英国（1987年）と米国（1988年）の両方で2位のヒットとなった。ビバリーヒルズ・コップ」と「カラーパープル」でグラミー賞を2度受賞し、後者はトニー賞にもノミネートされた。また、「アイル・ビー・フォー・ユー」はエミー賞にノミネートされ、シットコム「フレンズ」のテーマソングとして使用された。
彼女の作曲した曲は6000万枚以上のレコードを売り上げ、2018年にソングライターの殿堂入りを果たし、その年に唯一の女性として殿堂入りを果たした。
| スタブアイコン | サブスタブ | この項目は、まだ閲覧者の調べものの参照としては役立たない、人物に関連した書きかけの項目です。この項目を加筆・訂正などしてくださる協力者を求めています（P:人物伝/PJ:人物伝）。 |